# 萊昂縣 (肯塔基州)
萊昂縣（英語：Lyon County）是美國肯塔基州西部的一個縣。面積664平方公里。根據美國2000年人口普查估計，共有人口8,080人。縣治艾迪維爾 (Eddyville)。
成立於1854年1月14日。縣名可能紀念聯邦眾議員齊坦丹·萊昂或其父，先後代表佛蒙特州和肯塔基州的眾議員馬特·萊昂。本縣除庫塔瓦座位達一百座而營業額最少有70%來自食品的餐廳以外，是一個禁酒的縣。